# Harpesaurus brooksi
Harpesaurus brooksi är en ödleart som beskrevs av  Parker 1924. Harpesaurus brooksi ingår i släktet Harpesaurus och familjen agamer. Inga underarter finns listade i Catalogue of Life. Artepitet i det vetenskapliga namnet hedrar Cecil Joslin Brooks som samlade vetenskapliga föremål i Sydostasien.
Denna ödla har några mindre populationer på sydvästra Sumatra. Den hittades bland annat i Barisan Selata nationalpark och Kerinci nationalpark. Arten lever i låglandet upp till 200 meter över havet. Harpesaurus brooksi vistas i ursprungliga skogar och i andra skogar med bra kvalitet.
Största delen av utbredningsområdet är skyddszon. IUCN listar arten som livskraftig (LC).